# Démosthenés
Démosthenés (384 př. n. l. – 322 př. n. l.), (řecky Δημοσθένης) byl athénský politik, řečník a právník. Je řazen k tzv. attickým řečníkům, tedy do kánonu největších starořeckých rétorů.

## Životopis
Tento autor slavných filipik se narodil v zámožné athénské rodině roku 384 př. n. l. a zemřel v roce 322 př. n. l. V mládí, když mu bylo 7 let, ztratil svého otce, který vlastnil zbrojířskou dílnu. Otec tajně doufal, že jeho syn převezme rodinou živnost, ale Démosthenés si už jako mladík vzal do hlavy, že se stane slavným řečníkem, neboť toužil po popularitě: záviděl úspěšným vítězům procesů jejich věhlas, který si svými vystoupeními mezi lidmi získávali.
Pro profesi řečníka scházelo Démosthenovi přirozené nadání, dokonce podle svědectví mírně šišlal a drmolil, takže o jeho zarputilých cvičeních se vyprávějí celé legendy. Říká se, že jeho první řeč skončila totálním fiaskem, kdy jako řečník musel odejít z řečniště. Není ostatně divu, Athény se staly centrem rétoriky a diváci byli značně zhýčkaní. Po této řeči prý spěchal domů, kdy jej cestou dohnal přítel a známý herec Satyrka. Ten mu v praxi ukázal, kde dělá chyby a Démosthenés se začal horlivě učit správně mluvit a vyslovovat.
Zjistil, že mimika, tón hlasu a gestikulace jsou velice důležité pro přednesení řeči. Začal tvrdě pracovat na své kondici a projevu. Pilně studoval také literaturu, zvláště sloh Thúkydida, naslouchal přednáškám Platóna, který byl pokládán za skvělého mistra slohu. Poté začal dělat vše, aby jeho hlas zesílil – přednášel za výstupu na horu nebo se snažil překřičet příboj. Aby dosáhl čisté výslovnosti, dával si do úst kaménky, a přesto se snažil mluvit čistě a hlasitě. Postupem času si Démosthenés získal pověst schopného řečníka a řada Athéňanů projevila zájem o jeho služby. Nejprve se zabýval soukromými procesy, postupem času se čím dál více věnoval politice.
Kolem roku 350 př. n. l. pronesl první ze svých slavných filipik – řečí namířených proti králi Filippovi II. Makedonskému. Vladaře označil za úhlavního nepřítele a žádal, aby se athénská politika otočila proti němu. Nedostalo se mu však od politiků podpory, protože ti si dobře uvědomovali, že jejich město už dávno není velmocí, která může úspěšně zasahovat proti nepříteli v Helléspontu, daleko od vlasti, jak Démosthenés chtěl. Řecké osobnosti té doby lze rozdělit na ty, kteří podporovali Filippa II. a na jeho odpůrce. Mezi jeho největší obdivovatele, kteří v něm spatřovali příležitost na sjednocení Řecka byl i významný athénský řečník Isokratés, hlavní Démosthenův odpůrce a jeden z největších řečníků v historii (i když své řečí nepronášel na veřejnosti, ale jen vydával v písemné formě, údajně kvůli slabému hlasu). Ten zastával monarchistické názory a nabádal Řeky ke sjednocení a vytvoření armády a boj proti nepřátelům (hlavně Peršanům). Ve Filippovi spatřoval největší šanci, jak tohoto cíle dosáhnout a často zpochybňoval Démosthenovy názory a Filippiky. Démosthenés na druhou stranu neustále napadal Filippa a jeho politiku, protože v něm spatřoval „tyrana, který chce Řeky okrást o jejich svobodu“ a chtěl vyprovokovat Athéňany k vojenskému vystoupení proti Makedoncům. Nejprve je přiměl k úspěšné vojenské výpravě na Euboiu. Když Filippos obsadil Fókidu, Démosthenés jako athénský vyslanec přesvědčil Thébany, aby se přidali do protimakedonské koalice. Jeho protimakedonskou politiku finančně podporoval perský král. V athénském šiku se zúčastnil bitvy u Chairóneie a zachoval se velmi zbaběle, zahodil zbraň a utekl z bojiště, čímž si ovšem zachránil život. Po Filippově zavraždění se Démosthenés okázale radoval a rozdmýchal protimakedonskou vzpouru. Když však Alexandr přitáhl do Řecka, nadšení vyprchalo a Athény Thébany zradily, neposkytly jim v boji pomoc. Démosthenés byl vybrán do delegace, která měla Alexandra po porážce Théb navštívit, ale nenašel odvahu, aby se s nimi setkal. Brzy poté byl za prokázanou korupci odsouzen do vězení a k pokutě 50 talentů. Podařilo se mu sice uprchnout, ale musel se zdržovat ve vyhnanství, hlavně v nedaleké Aigině. Po Alexandrově smrti se zase všechno opakovalo. Pookřál a ihned začal organizovat protimakedonský odboj. V Athénách odhlasovali, že se smí vrátit. Dlouho se z návratu však netěšil. Když posel zvěstoval, že Antipatros a Krateros postupují s makedonským vojskem na město, Démosthenés opět uprchl a ukryl se jako azylant v Poseidónově chrámu na nedalekém ostrově Kalaurii. Při loučení prý s pláčem zalomil rukama směrem k Akropoli a zvolal: „Vládkyně Athéno, jak je možné, že máš ráda tři nejodpornější zvířata na světě: sovu, hada a athénský lid?“ Na ostrově ho také dostihlo thrácké komando v makedonských službách, vyhledávající exponenty protimakedonské politiky. Neodvážilo se sice na posvátné půdě zakročit, ale Démosthenés raději spáchal sebevraždu, otrávil se jedem, který už zřejmě nosil nějaký čas při sobě. V roce 280 př. n. l. vzdal athénský lid Démosthenovi zaslouženou poctu a postavil mu bronzovou sochu. Na podstavci sochy byl vyryt nápis: „Kdybys byl, Démosthene, měl stejnou sílu jako rozum, nikdy by Makedoňané nezvládli hellénskou zem.“

## Z Démosthenových projevů
„Je totiž nemožné, Athéňané, zhola
nemožné, zajistit si křivdou, věrolomností
a lží trvalou moc. Ta se sice může
projednou a to na krátký čas udržet,
dokonce se snad mocně rozvinout
nadějemi, ale časem je odhalena a sama
se zhroutí. Tak jako v domě, v lodi a v
jiných věcech toho druhu musí být,
myslím, nejpevnější jejich spodní část,
tak je třeba, aby východiska a základy
veřejné činnosti spočívaly na pravdě a
spravedlnosti.“
Démosthenových projevů se dochovalo 61, z nichž je asi polovina podvržených. Většina byla politického rázu, a šest dopisů. Nejdůležitější z politických řečí jsou čtyři Řeči proti Filipovi a tři Řeči olynthské, vybízející Athéňany k pomoci Olynthu, ohrožovanému Filipem, Řeč o věcech chersonéských a Řeč o míru, ze soudních řečí Peri tés parapresbeiás (O nepoctivém vyslanectví, obžaloba politiky odpůrce Aischina) a O věnci (obhajoba vlastní politiky). Řečnické umění zakládal Démosthenés na tradici, osobitým přínosem bylo střídání stylových prostředků podle nálady a charakteru projevu, intonační vyváženost věty, formální dokonalost a myšlenková obsažnost. Démosthenés je považován za mistra rytmu, působivosti, mohutnosti a formy. Jeho slabinou byl prý projev bez přípravy a zakusil kvůli tomu mnoho urážek.  

## Mladý Démosthenés
V dnešní době můžeme o Démosthenovi slyšet nejvíce asi ve spojitosti s celostátní soutěží v umění komunikace, která nese název Mladý Démosthenes. Jedná se o projekt, který je zaměřen na zdokonalení výuky umění veřejného projevu, prohloubení a porovnání komunikačních dovedností cílové skupiny. K cílům projektu patří porovnání komunikačních dovednosti žáků II. stupně ZŠ a víceletých gymnázií, studentů středních škol, prohloubit jejich dosavadní poznatky, dále také podpořit komunikační aktivity na školách (školní rozhlas, televize, recitační a divadelní kroužky, apod.). K dalším úkolům projektu můžeme zařadit zdůraznění významu nejen komunikace jako takové, ale také ukázat žákům význam kultury mluveného projevu. Projekt je zaměřen i na učitele českého jazyka, snaží se tedy je seznámit s novými trendy umění verbální komunikace a předvést učitelům, jak hravou formou tyto poznatky uplatnit ve výuce.
Cílovou skupinou projektu jsou žáci II. stupně ZŠ (6. – 9. třída) a víceletých gymnázií po celé ČR, tj. děti ve věku od 12 do 15 let a nově středoškolští studenti ve věku 16–19 let. Účastníci školního, regionálního a krajského kola budou soutěží v monologu na libovolné téma (http://digifolio.rvp.cz/view/view.php?id=4803, 2016).

## Démosthenovy výroky
- „Než člověk někomu věnuje důvěru, má se podívat na jeho způsob života a na jeho charakter.“

- „Všechna slova, chybějí-li činy, jeví se planými a prázdnými.“
- „Sluší se, aby šťastní dávali vždy najevo, že se o nešťastných radí co nejlépe.“
- „Bylo-li co usneseno a odhlasováno, je to pak stejně vzdáleno provedení, jako před usnesením.“
- „V ničem se nemýlit, toť vlastnost bohů.“
- „Hétery máme pro rozkoš, souložnice pro souložení za dne, manželky pro řádné plození dětí a proto, abychom měli věrného strážce domácnosti.“
- „Zákonodárce chtěl postihem nejslabšího provinění, totiž urážky na cti, zabránit provinění nejhoršímu, poslednímu, aby nedošlo k vraždě, aby se postupně nepřecházelo od urážek k ranám, od ran k prolévání krve, k vraždám.“ (http://citaty.net/autori/demosthenes/, 2016).